# Petit axe
 Le petit axe d'une ellipse est le segment porté par la droite passant par le centre de l'ellipse et perpendiculaire au grand axe de celle-ci.

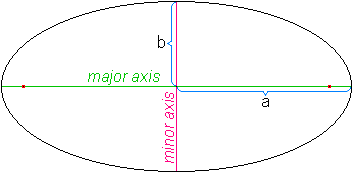
Petit axe d'une ellipse (en mauve)
Grand axe (en vert)
b est le demi-petit axe
a le demi-grand axe.

Il traverse l'ellipse à mi-chemin entre ses foyers et perpendiculairement à la ligne qui lie ceux-ci.
Le diamètre perpendiculaire, qui traverse l'ellipse en traversant ses foyers, est son grand axe.
Le demi-petit axe est la moitié du petit axe et s'étend depuis le centre de l'ellipse jusqu'à l'un ou l'autre des points les plus rapprochés.
Les axes sont les équivalents pour l'ellipse des diamètres d'un cercle, tandis que les demi-axes sont les équivalents pour l'ellipse des rayons.

## Étymologie
La désignation de « petit axe » vient du latin minor axis, ainsi désigné parce que la droite dont le petit axe est un segment est un axe de symétrie de l'ellipse et que la distance entre les deux extrémités de ce segment est plus courte que celle entre les deux extrémités du grand axe.

## Notations
La longueur du petit axe est couramment notée 2b, celle du demi-petit axe, b.

## Propriétés
Le petit axe est parallèle :
- au côté droit de l'ellipse, corde passant par le foyer de la conique, perpendiculaire à son grand axe et dont les extrémités sont deux points de la courbe ;
- à la directrice de l'ellipse.

Il est perpendiculaire au grand axe.
Les extrémités du petit axe sont les points où la courbure de l'ellipse est minimale.

## Calcul
La longueur du demi-petit axe d'une ellipse peut être obtenue par les formules suivantes :
{\displaystyle b=a{\sqrt {1-e^{2}}}={\sqrt {a^{2}-c^{2}}}={eh \over {\sqrt {1-e^{2}}}}={\sqrt {ap}}}
dans lesquelles :
- a est la longueur du demi-grand axe de l'ellipse ;
- e est son excentricité ;
- c est son excentricité linéaire ;
- h est la distance séparant un foyer F de l'ellipse de la directrice (d) associée à ce foyer ;
- p est la longueur du demi-paramètre de l'ellipse.

## Extension aux autres coniques
Le cercle est une conique d'excentricité nulle. Par suite, dans le cas du cercle :
{\displaystyle d=2r=2a=2b.}
L'hyperbole est une conique d'excentricité strictement supérieure à 1. Par extension, la pente des asymptotes d'une hyperbole avec son axe focal est couramment notée b/a. Par suite, dans le cas d'une hyperbole, la distance b peut être obtenue par les formules suivantes :
{\displaystyle b=a{\sqrt {e^{2}-1}}={\sqrt {c^{2}-a^{2}}}={eh \over {\sqrt {e^{2}-1}}}={\sqrt {ap}}}.

## Astronomie
En astronomie, le petit axe de l'orbite de la Terre est un segment de la ligne des solstices.